# Sixième circonscription du Nord de 1863 à 1870
La Sixième circonscription du Nord était l'une des 9 circonscriptions législatives françaises que comptait le département du Nord pendant les sept dernières années du Second Empire.

## Description géographique et démographique
La sixième circonscription du Nord était située à la périphérie de l'agglomération Valenciennoise. Située entre la Belgique et les arrondissements de Douai et d'Avesnes, la circonscription est centrée autour de la ville de Valenciennes. 
Elle regroupait les divisions administratives suivantes : Canton de Condé-sur-l'Escaut ; Canton de Saint-Amand-les-Eaux-Rive droite ; Canton de Saint-Amand-les-Eaux-Rive gauche ; Canton de Valenciennes-Est ; Canton de Valenciennes-Nord et le Canton de Valenciennes-Sud.
Lors du recensement général de la population en 1864 à la suite du décret du 1er février de cette année, la population totale de cette circonscription est estimée à 132 781 habitants.

## Historique des députations
| Législature    | Début de mandat | Fin de mandat    | Député élu                         | Parti politique     | Observations         |
| -------------- | --------------- | ---------------- | ---------------------------------- | ------------------- | -------------------- |
| 3e législature | 31 mai 1863     | 27 avril 1869    | Alphonse de Cardevac d'Havrincourt | Majorité dynastique |                      |
| 4e législature | 23 mai 1869     | 4 septembre 1870 | Charles Boduin                     | Tiers parti         | Fin du Second Empire |